# Glyptorhaestus boschmai
Glyptorhaestus boschmai là một loài tò vò trong họ Ichneumonidae.